# Аспергилл земляной
Асперги́лл земляно́й (лат. Aspergíllus térreus) — вид гетероталличных грибов-аскомицетов, относящийся к роду Аспергилл (Aspergillus).

## Описание
Колонии на агаре Чапека с дрожжевым экстрактом (CYA) 4—5 см в диаметре на 7-е сутки, бархатистые, с белым мицелием и обильным бледно-розовато-коричневым или бледно-золотисто-коричневым спороношением. Реверс светло-коричневый до жёлто-коричневого. При 37 °C колонии 5 см и более в диаметре. На агаре с солодовым экстрактом (MEA) колонии 4—6 см в диаметре на 7-е сутки, несколько менее густые.
Конидиеносные головки двухъярусные, с извилистой ножкой 100—250 мкм длиной, с полушаровидным апикальным вздутием до 10—16 мкм. Метулы покрывающие верхнюю половину вздутия, 5—7 мкм длиной. Фиалиды 5—7,5 мкм длиной. Конидии шаровидные, гладкостенные, очень мелкие, 1,8—2,5 мкм в диаметре, собранные в длинные хорошо оформленные колонки.
Гетероталличный вид, половой процесс у которого был открыт в 2013 году при культивировании на смешанно-зерновом агаре (MCA) при 37 °C. Клейстотеции без покровных клеток, 55—160 × 70—250 мкм, бледно-коричневые. Аскоспоры шаровидные до широкояйцевидных, 4,5—9 × 5,7—9,7 мкм.

### Отличия от близких видов
Определяется по бархатистым одноцветным коричневым колониям, образующим мелкие конидии, собранные в длинные хорошо оформленные колонки.

## Экология
Космополит, встречающийся на различных органических субстратах, часто выделяется из почвы.

## Значение
Отдельные штаммы используются для промышленного синтеза итаконовой и итавинной кислот.
Продуцент статина ловастатина, противоопухолевых веществ терреина, квадрона, астеррихинона. Выделяет токсины территремы, патулин, цитреовиридин, цитринин, геодин, эмодин, терретонин, глиотоксин, цитохалазин.
Иногда выделяется в качестве патогена человека, вызывающего опасные аспергиллёзы, нередко приводящие к смертельному исходу.

## Таксономия
Aspergillus terreus Thom, Amer. J. Bot. 5 (2): 85 (1918).